# قصر لينليثجو

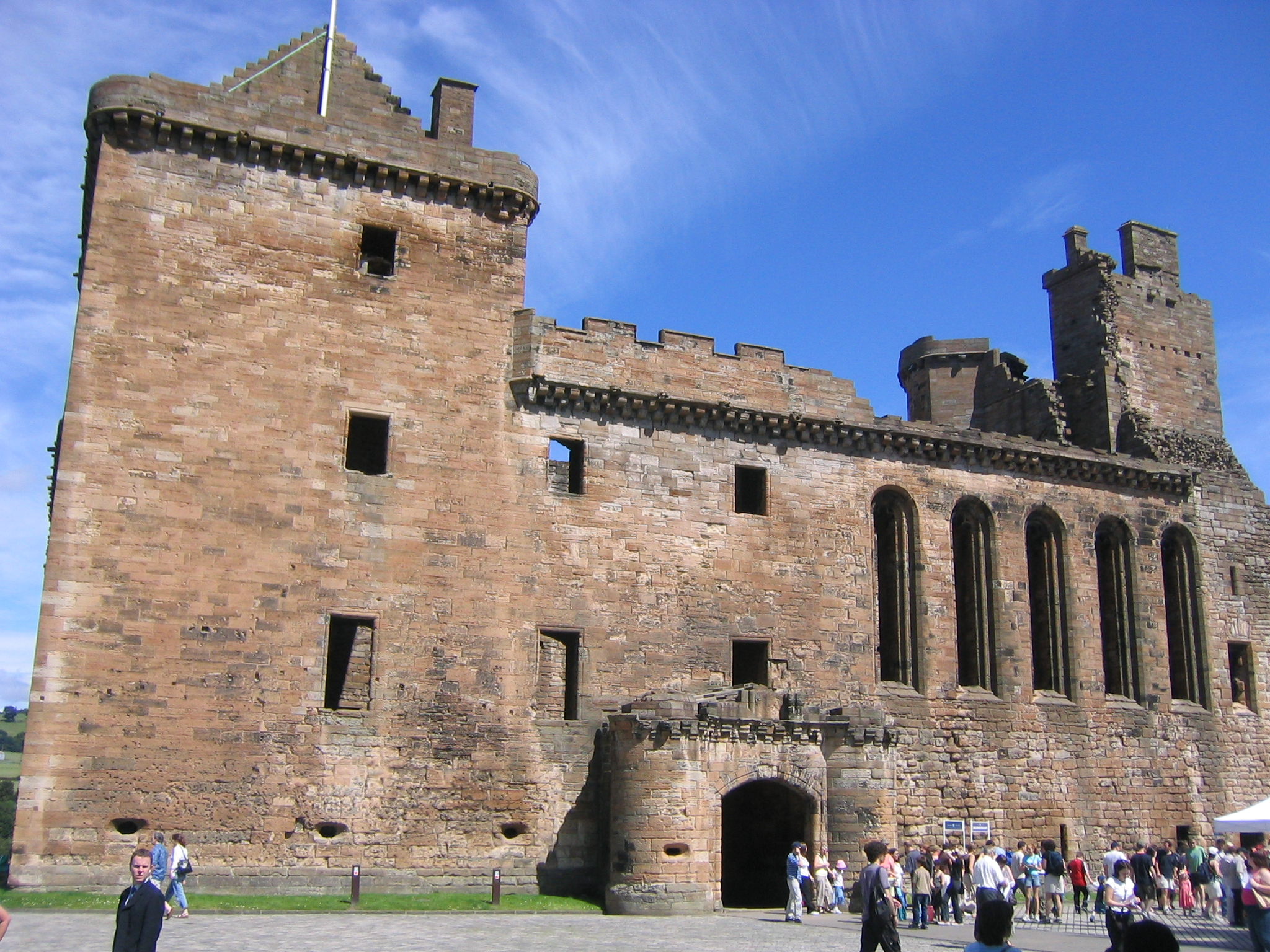
الجهة الجنوبية لقصر لينليت جو

قصر لينليتجو يقع في بلدة لينليت جو، غرب لوذيان، اسكتلندا، 15 ميل (24 كم) غرب أدنبرة.
القصر كان واحدا من اماكن الإقامة الرئيسية الذي كان يرتاده ملوك اسكتلندا في القرن 15 والقرن 16 , على الرغم من مغادرة الملوك إلى انكلترا في عام 1603 , تم المحافظة على القصر ولكنه كان قليل الاستعمال، وفي عام 1746 تم احراق القصر. في هذه الايام القصر يعتبر موقعا سياحيا.

## روابط أخرى
- Aerial photos نسخة محفوظة 23 سبتمبر 2015 على موقع واي باك مشين.

## أعلام
- جيمس الخامس ملك اسكتلندا